# Elytropus chilensis
Elytropus es un género monotípico de fanerógamas de la familia Apocynaceae. Contiene una única especie: Elytropus chilensis. Es originaria de Sudamérica, distribuyéndose por el centro y sur de Chile y en Argentina (Río Negro).

## Distribución y hábitat
Es una especie que crece desde San Fernando a Chiloé en Chile, también en Argentina. Habita lugares sombríos formando parte del sotobosque. Se encuentra en áreas con constantes precipitaciones donde los períodos secos cortos son posibles, pero no duran más de un mes. Prefiere la sombra en las laderas pronunciadas de exposición sur, en quebradas hondas. O bien la protección por una capa densa de vegetación, debajo de grandes árboles, con una filtración del 40 - 80%. En una altitud en la Cordillera de la costa de 500 - 2000 metros.

## Descripción
Es una planta trepadora robusta, de tallos leñosos, ferrugíneo-pubescentes cuando jóvenes. Hojas opuestas coriáceas, de borde entero, de forma aovada a elíptica con el ápice agudo o acuminado. Láminas de 3,8-10 x 1,5-5cm de color verde oscuro en el haz, más pálidas y pubescentes en el envés, pecíolos de 0,5-1,5cm. Flores hermafroditas, de 1-2 cm de diámetro, color blanco-crema con el centro fucsia, axilares, solitarias o en grupos de a 2-4 flores. Cáliz de 5 sépalos, corola semi-campanulada compuesta por 5 pétalos libres. 5 estambres y 1 estilo. El fruto es un folículo de 15-20 cm de largo, pubescentes. Semillas de 0,8-1,2cm.

## Propiedades
Potencial como especie ornamental. Es una planta venenosa. Se usaba la raíz como abortiva, la cáscara del tallo molida es astringente y las hojas se usaban como purgativas.

## Taxonomía
Elytropus chilensis fue descrita por (A.DC.) Müll.Arg. y publicado en Botanische Zeitung (Berlin) 18: 21. 1860.
Sinónimos
- Echites chilensis A.DC. in A.P.de Candolle (1844).
- Echites pubescens Hook. & Arn. (1830), nom. illeg.
- Echites ptarmicus Poepp. in E.F.Poeppig & S.L.Endlicher (1845).
- Echites heterophyllus Miq. (1853), nom. illeg.
- Elytropus heterophyllus Miers (1878).
- Elytropus ptarmica (Poepp.) Miers (1878).
- Vinca sternutetoria Poepp. ex Reiche (1910).[3]

## Nombre común
- Castellano: voqui de Chile,[4] quilmay , poroto del campo.